# Eupithecia saueri
Eupithecia saueri är en fjärilsart som beskrevs av András Vojnits 1978. Eupithecia saueri ingår i släktet Eupithecia och familjen mätare. Inga underarter finns listade i Catalogue of Life.